# 藤岡兵一

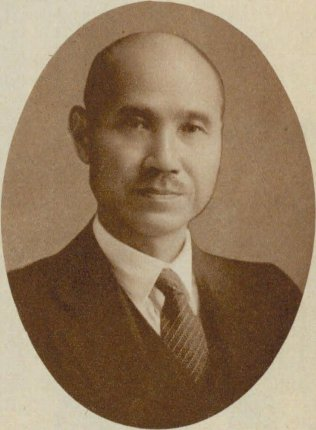
藤岡兵一

藤岡 兵一（ふじおか ひょういち、1885年（明治18年）4月2日 - 1957年（昭和32年）1月5日）は、日本の内務・警察官僚。政友会系官選県知事、浜松市長。

## 来歴
石川県出身。藤岡明郷の長男として生まれる。第四高等学校を卒業。1909年、東京帝国大学法科大学政治学科を卒業。同年11月、文官高等試験行政科試験に合格。内務省に入省し岐阜県属となる。
以後、岐阜県事務官、山口県事務官、同理事官、静岡県理事官、鳥取県警察部長、群馬県警察部長、宮城県警察部長、広島県警察部長、内務事務官兼内務書記官などを歴任。
大正12年（1923年）9月、高知県知事に就任。在任中の同年12月5日、高知城公園内の板垣退助銅像が建立され、退助令孫・板垣守正の手により除幕されている。1926年9月、栃木県知事に転任。救農策、小作争議への対応、学校の新設等に尽力。1927年5月、鳥取県知事に転任。1928年2月、第16回衆議院議員総選挙において選挙干渉を行い問題となった。同年5月に関東庁警務局長へ転任。1931年に退官した。その後、名古屋市助役 、東京市助役を歴任。
1942年11月から1946年11月まで浜松市長を務めた。その後、公職追放となった。

## 補註
1. ↑  『全国歴代知事・市長総覧』日外アソシエーツ、2022年、81頁。
2. ↑  『「現代物故者事典」総索引 : 昭和元年～平成23年 1 (政治・経済・社会篇)』1070頁。
3. 1 2 3 4  『新編日本の歴代知事』947頁。
4. 1 2  『日本官僚制総合事典：1868 - 2000』193頁。
5. ↑  『板垣退助君略傳』池田永馬編、板垣伯銅像記念碑建設同志会、大正13年（1924年）9月5日
6. 1 2  『新編日本の歴代知事』269頁。
7. 1 2  『新編日本の歴代知事』765頁。
8. ↑  公職追放の該当事項は「翼賛市支部長」。（総理庁官房監査課 編『公職追放に関する覚書該当者名簿』日比谷政経会、1949年、56頁。NDLJP:1276156。 ）